# Nishino Tsutomu
Tsutomu Nishino (sinh ngày 13 tháng 3 năm 1971) là một cầu thủ bóng đá người Nhật Bản.

## Sự nghiệp câu lạc bộ
Tsutomu Nishino đã từng chơi cho Urawa Reds.

## Thống kê câu lạc bộ

### J.League
| Đội        | Năm       | J.League | J.League | J.League Cup | J.League Cup | Tổng cộng | Tổng cộng |
| Đội        | Năm       | Trận     | Bàn      | Trận         | Bàn          | Trận      | Bàn       |
| ---------- | --------- | -------- | -------- | ------------ | ------------ | --------- | --------- |
| Urawa Reds | 1993      | 18       | 0        | 2            | 0            | 20        | 0         |
| Urawa Reds | 1994      | 0        | 0        | 0            | 0            | 0         | 0         |
| Urawa Reds | 1995      | 17       | 0        | -            | -            | 17        | 0         |
| Urawa Reds | 1996      | 0        | 0        | 3            | 0            | 3         | 0         |
| Urawa Reds | 1997      | 25       | 3        | 5            | 0            | 30        | 3         |
| Urawa Reds | 1998      | 27       | 2        | 4            | 0            | 31        | 2         |
| Urawa Reds | 1999      | 9        | 1        | 0            | 0            | 9         | 1         |
| Urawa Reds | 2000      | 27       | 4        | 2            | 0            | 29        | 4         |
| Urawa Reds | 2001      | 11       | 0        | 2            | 0            | 13        | 0         |
| Tổng cộng  | Tổng cộng | 134      | 10       | 18           | 0            | 152       | 10        |